# Het Drentse Landschap

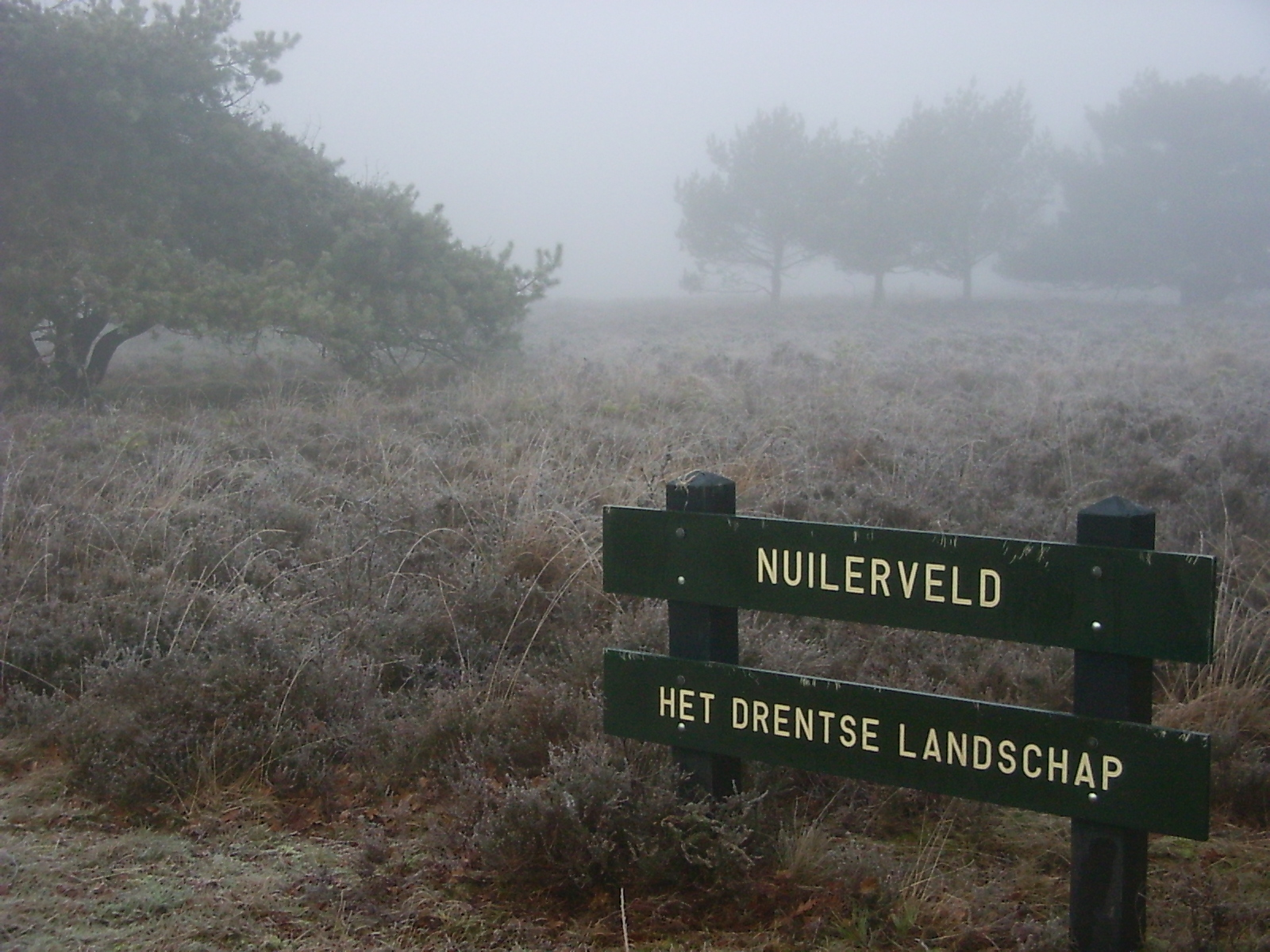
Nuilerveld

Stichting Het Drentse Landschap is het Provinciale Landschap in Drenthe dat zich als doel stelt om het Drentse landschap en cultuurhistorie als boerderijen en andere kenmerkende gebouwen te behouden.
De stichting behartigt ook de belangen van Stichting Drentse Boerderijen, Stichting Oude Drentse Kerken, Stichting drs. A.V.J. den Hartogh Fonds en het Fonds Onrendabele Gebouwen.
Het Drentse Landschap is aangesloten bij de overkoepelende stichting LandschappenNL.

## Bezittingen
De stichting is in 1934 opgericht en heeft in de loop der jaren diverse terreinen aangekocht in Drenthe.
Die bezittingen zijn niet alleen bossen, heidevelden, landgoederen en beekdalen, maar ook poelen, wallen, singels en zandwegen. De stichting beheert bovendien ongeveer 250 monumentale gebouwen en is verantwoordelijk voor de 21 provinciale hunebedden. Veel panden worden door de stichting verhuurd als woon- of werkruimte, of bijvoorbeeld als horecagelegenheid of vergaderlocatie.
In de jaren zestig van de 20e eeuw kregen organisaties die het voor de natuur hadden opgenomen, de wind wat mee. Vanaf toen kon Het Drentse Landschap naast de bijdragen van haar begunstigers ook beschikken over gemeenschapsmiddelen om natuurgebieden en monumenten aan te kopen en te beheren.
Bij de opheffing van de stichting Oud Drenthe werden de bezitting daarvan overgedragen aan Het Drentse Landschap. Het betrof hier vijf cultuurhistorische objecten waaronder de Zwartendijksterschans.
Dit zijn de cijfers van de groei van het terreinbezit van Het Drentse Landschap:
- 1960: 26 hectare
- 1970: 1112 hectare
- 1980: 2464 hectare
- 1990: 4271 hectare
- 2000: 5594 hectare
- 2006: 7550 hectare
- 2017: 8760 hectare[1]

## Terreinen
Belangrijke terreinen in bezit, naar afnemende oppervlakte:
| Hijkerveld             | 883,6 ha   |
| Reestdal               | 728,9 ha   |
| Doldersummerveld       | 460,5 ha   |
| Hunzedal               | 411,5 ha   |
| Landgoed Vossenberg    | 391,5 ha   |
| Scharreveld            | 275,6 ha   |
| Boerenveensche Plassen | 258,3 ha   |
| Drouwenerzand          | 222,3 ha   |
| Dalerpeel              | 165,7 ha   |
| Het Groote Zand        | 164,2 ha   |
| Smilder Oosterveld     | 144,7 ha   |
| Takkenhoogte           | 141,9 ha   |
| De Kleibosch           | 134,3 ha   |
| Landgoed Vledderhof    | 115,4 ha   |
| Uffelter Binnenveld    | 106,2 ha   |
| Nuilerveld             | 60 ha      |
| Zwartendijksterschans  | (onbekend) |